# Eraserhead (trilha sonora)
Eraserhead: Original Soundtrack (às vezes chamado de Eraserhead: Original Soundtrack Recording ou apenas Eraserhead) é um álbum de trilha sonora de 1982 composto por David Lynch e Alan Splet como trilha sonora do filme Eraserhead de Lynch de 1977. A Sacred Bones Records remasterizou e relançou o álbum em 2012.

## Gravação
O clima e o tom de Eraserhead e sua trilha sonora foram influenciados pela história pós-industrial da Filadélfia. Lynch viveu na cidade enquanto estudava pintura na Academia de Belas-Artes da Pensilvânia e ficou fascinado por sua sensação de perigo constante; descrevendo-a como um "lugar doentio, distorcido, violento, cheio de medo e decadente" e "bonito, se você o vir da maneira certa". Lynch e Splet usaram abordagens de vanguarda para gravar a trilha sonora; incluindo a criação de quase todos os sons da trilha sonora do zero usando métodos bizarros. O ambiente da cena de amor no filme, por exemplo, foi produzido pela gravação de ar soprado por um microfone enquanto ele estava dentro de uma garrafa flutuando em uma banheira. Lynch e Splet trabalharam "9 horas por dia durante 63 dias" para produzir a trilha sonora e todos os efeitos sonoros do filme. Splet relembra os efeitos sonoros que Lynch pediu que ele produzisse para Eraserhead como "estalos, zumbidos, zumbidos, batidas, como relâmpagos, gritos agudos, guinchos" ao longo dos cinco anos que levou para produzir o filme e sua trilha sonora. Splet trabalhou com Lynch desde seu curta-metragem The Grandmother. Também durante a produção da trilha sonora, Lynch desenhou dois fios telefônicos para Splet, cada linha indicando entre quatro e cinco tons que ele queria que fossem representados na música e nos efeitos sonoros do filme. Quando Splet tocou números de órgão de tubos no estilo de Fats Waller como material de trilha sonora, Lynch ficou imediatamente confiante no estilo do órgão de tubos, afirmando que "nunca tinha ouvido nenhum outro tipo de música para (Eraserhead). Eu sabia que era isso."

## Lançamento
| Críticas profissionais | Críticas profissionais |
| Avaliações da crítica  | Avaliações da crítica  |
| Fonte                  | Avaliação              |
| ---------------------- | ---------------------- |
| AllMusic               | [ 10 ]                 |
| Pitchfork Media        | 8,8/10                 |

A trilha sonora original de Eraserhead foi lançada pela I.R.S. Records em LP nos Estados Unidos em 15 de junho de 1982, com 5 faixas. O lado A consiste em três músicas escritas por Thomas "Fats" Waller e o lado B consiste em "In Heaven", a música interpretada pela personagem de Laurel Near no filme original.
Foi relançado em 2012 pela Sacred Bones Records na forma de um box LP de luxo com 7" adicionais e como um CD de luxo, incluindo a faixa inédita, "Pete's Boogie".

## Lista de faixas

### LP original
| Lado A |                                 |         |  |
| N.º    | Título                          | Duração |  |
| 1.     | "Digah's Stomp"                 |         |  |
| 2.     | "Lenox Avenue Blues"            |         |  |
| 3.     | "Stompin' the Bug"              |         |  |
| 4.     | "Messin' Around with the Blues" |         |  |

| Lado B |                                         |         |  |
| N.º    | Título                                  | Duração |  |
| 1.     | "In Heaven (Lady in the Radiator Song)" |         |  |

### CD de 2002
| N.º            | Título                 | Duração |  |
| 1.             | "Side One"             | 20:09   |  |
| 2.             | "Side Two"             | 18:29   |  |
| 3.             | "Eraserhead Dance Mix" | 10:16   |  |
| Duração total: | Duração total:         | 48:54   |  |

### Reedição de 2012
Todas as músicas compostas por David Lynch and Alan Splet.
| LP             |                |         |  |
| N.º            | Título         | Duração |  |
| 1.             | "Side 1"       | 20:09   |  |
| 2.             | "Side 2"       | 18:26   |  |
| Duração total: | Duração total: | 38:35   |  |

| 7"             |                                         |         |  |
| N.º            | Título                                  | Duração |  |
| 1.             | "In Heaven (Lady in the Radiator Song)" | 1:36    |  |
| 2.             | "Pete's Boogie" (previously unreleased) | 3:58    |  |
| Duração total: | Duração total:                          | 5:34    |  |